# Keleyan
Keleyan is een bestuurslaag in het regentschap Bangkalan van de provincie Oost-Java, Indonesië. Keleyan telt 7163 inwoners (volkstelling 2010).